# Бринен, Фриц
Фредерикюс (Фриц) Бринен (нидерл. Fredericus "Frits" Brienen; 29 июня 1927, Хертогенбос — неизвестно) — нидерландский футболист, игравший на позиции полузащитника, выступал за амстердамский «Аякс».

## Спортивная карьера
В 1940-х годах был членом футбольного клуба БВВ их Хертогенбоса. В августе 1949 года играл за основной состав на предсезонном турнире Zilveren Zwaluw, который завершился победой его команды. В августе 1950 года запросил перевод в амстердамский «Аякс», а уже в сентябре получил разрешение на смену клуба.
За основной состав «Аякса» дебютировал 22 августа 1951 года в товарищеском матче против испанского клуба «Сабадель», выйдя на замену во втором тайме вместо Яна Волтеринка. В той встречи представители Лиги Сегунды нанесли амстердамцам первое поражение в сезоне, выиграв на Олимпийском стадионе со счётом 2:4. 26 августа появился в стартовом составе на игру против «Блау-Вита», которая проходила в рамках полуфинала Кубка АРОЛ. В чемпионате страны дебютировал 2 сентября в домашнем матче 1-го тура клуба ДОС из Утрехта. В следующем матче, в котором «Аякс» разгромил клуб ВСВ со счётом 6:1, Бринен получил травму и был вынужден покинуть поле; уже в следующем туре его место в составе занял Вим Фоккен.
За «Аякс» Бринен провёл шесть матчей в чемпионате, играя в средней линии с Элзером и Бауэнсом. Однако после крупного поражения от «Блау-Вита» со счётом 4:0, в 7-м туре 14 октября, состав «Аякса» перенёс кардинальное изменение, и Бринену не нашлось место в составе. Позже играл в составе клуба НДСМ.

## Личная жизнь
Отец — Ян Виллем Фредерик (Вим) Бринен, был родом из Амстердама, мать — Йоханна Антония Эманс, родилась в  Хертогенбосе. Родители не состояли в браке на момент его рождения, они поженились лишь в октябре 1937 года, а в 1941 году у них родилась дочь по имени Элизабет Яннеке (Элс).
Женился в возрасте двадцати пяти лет — его супругой стала 25-летняя Петронелла ван Вассенар, уроженка Хертогенбоса. Их брак был зарегистрирован 28 февраля 1953 года в Амстердаме. В том же году родился сын Ян Виллем Фредерикюс (Вим), который тоже играл за футбольный клуб НДСМ.